# Roser Tarragó
Roser Tarragó Aymerich (Barcelona, 25 de março de 1993) é uma jogadora de polo aquático espanhola, medalhista olímpica.

## Carreira
Tarragó disputou duas edições de Jogos Olímpicos pela Espanha: 2012 e 2016. Seu melhor resultado foi a medalha de prata obtida nos Jogos de Londres, em 2012.